# Carlheinz Heitmann
Carlheinz Heitmann (* 1937) ist ein deutscher Schauspieler.

## Leben und Wirken
Nach seinem Debüt mit der TV-Aufzeichnung des Schillerschen Stückes Die Verschwörung des Fiesco zu Genua war der Hamburger Bühnenschauspieler in vielen Fernsehfilmen zu sehen.  Zu nennen sind hier vor allem das Roadmovie Theo gegen den Rest der Welt, wo er den „Kredithai“ spielte, oder die Komödie mit Dieter Hallervorden, Der Schnüffler (1983). Es folgten TV-Serien und -reihen, zu denen Monaco Franze – Der ewige Stenz und Ein Fall für zwei gehören. Auch in der TV-Version von Geisterjäger John Sinclair wirkte er mit.
In den letzten Jahren wurde Heitmann auch für Hörspiele eingesetzt, u. a. in Drizzt – Die Saga vom Dunkelelf als Belwar Dissengulp. Zuletzt war er 2010 in einem TV-Melodram namens Liebe am Fjord – Sommersturm zu sehen.

## Filmografie (Auswahl)
- 1964: Die Verschwörung des Fiesco zu Genua (TV-Film, Regie: Heinrich Koch)
- 1968: Mord in Frankfurt
- 1970: Siegfried und das sagenhafte Liebesleben der Nibelungen (Kinofilm, Regie: Adrian Hoven, David F. Friedman)
- 1979: Martin Eden (TV-Vierteiler, Regie: Giacomo Battiato)
- 1980: Theo gegen den Rest der Welt
- 1982: Feine Gesellschaft – beschränkte Haftung
- 1983: Der Schnüffler (Kinofilm, Regie: Ottokar Runze)
- 1983: Monaco Franze – Der ewige Stenz (TV-Reihe, Regie: Helmut Dietl)
- 1984: Ein Fall für Zwei – Zuckerbrot und Peitsche (TV-Serie, Regie: Bernd Fischerauer)
- 1986: Ein Fall für zwei – Erben und Sterben, Teil 1+2 (TV-Serie, Regie: Bernd Fischerauer)
- 1990: Regina auf den Stufen (TV-Reihe, Regie: Bernd Fischerauer)
- 1998: Eine unmögliche Hochzeit (TV-Film, Regie: Horst Johann Sczerba)
- 2000: Das Mädcheninternat – Deine Schreie wird niemand hören (TV-Film, Regie: Robert Sigl)
- 2001: Die Reise nach Kafiristan (TV-Film, Regie: Donatello Dubini, Fosco Dubini)
- 2006: Tatort: Schattenspiele (Fernsehreihe)
- 2006: Lindenstraße Folge 1062
- 2007: Bismarck – Kanzler und Dämon (Doku-Drama, Regie: Christoph Weinert)
- 2008: Annas Geheimnis (TV-Film, Regie: Jan Ruzicka)
- 2010: Liebe am Fjord – Sommersturm (TV-Film, Regie: Matthias Tiefenbacher)